# Arizona Canal

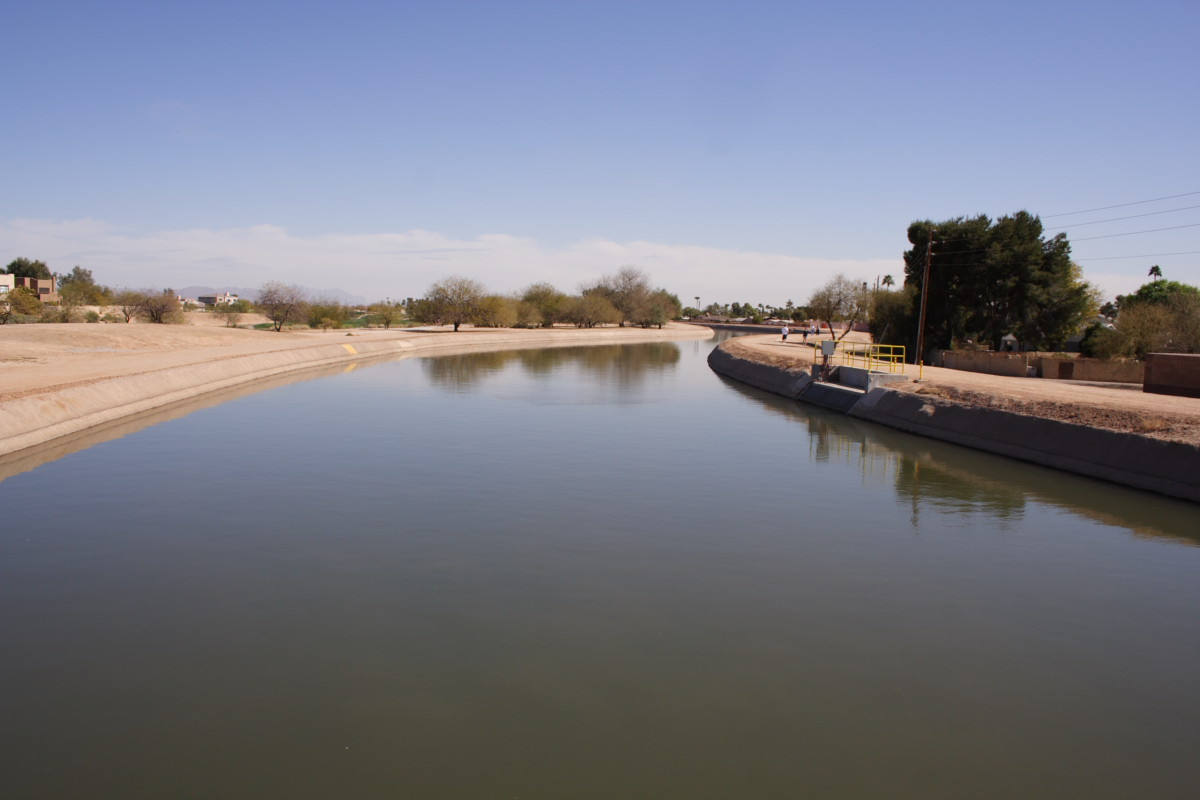
Arizona Canal in Scottsdale, Arizona

Der Arizona Canal ist ein wichtiger Bewässerungskanal im Zentrum von Maricopa County im US-Bundesstaat Arizona.
Sein Wasser wird am Stauwehr Granite Reef nahe Scottsdale dem Salt River entnommen. Bei Phoenix fließt der Cave Creek in den Kanal. Danach fließt er durch Glendale und mündet in Peoria in den Skunk Creek, welcher über den New River in den Agua Fria River fließt. Der Kanal hat eine Gesamtlänge von 75 km.
Er dient der Bewässerung durch stundenweise Überflutung der Grundstücke.
Der Bau des Kanals begann 1885 durch William J. Murphy. Er gründete Glendale. Im Stadtzentrum liegt der nach ihm benannte Murphy Park. Das nahegelegene Peoria wurde auch in diesem Jahrzehnt gegründet. Der Kanal führte in den späten 1880ern zur Gründung weiterer Gemeinden, die heutzutage zu den reicheren Nachbarschaften des vorstädtischen Phoenix gehören. Überschwemmungsbewässerung von anliegenden Gärten ist hier noch üblich, indem ein System von seitlichen Abzweigungen verwendet wird, die durch Tore mit dem eigentlichen Kanal verbunden sind. Wie viele Valley-Kanäle, sind seine Ufer bei Joggern und Radfahrern beliebt.
Der Kanal mit einer Länge von fast 80 km ist der nördlichste Kanal innerhalb des 211 km langen Salt River Project Wasserverteilungssystems. Der Kanal beginnt am Granite Reef Damm, nordöstlich von Mesa, fließt dann Richtung Westen über die Salt River Pima-Maricopa Indian Community, ins Stadtzentrum von Scottsdale, Phoenix’ Arcadia und Sunnyslope Nachbarschaften, Glendale und Peoria, ehe er bei New River in der Nähe des Arrowhead Towne Center endet.

## Geschichte

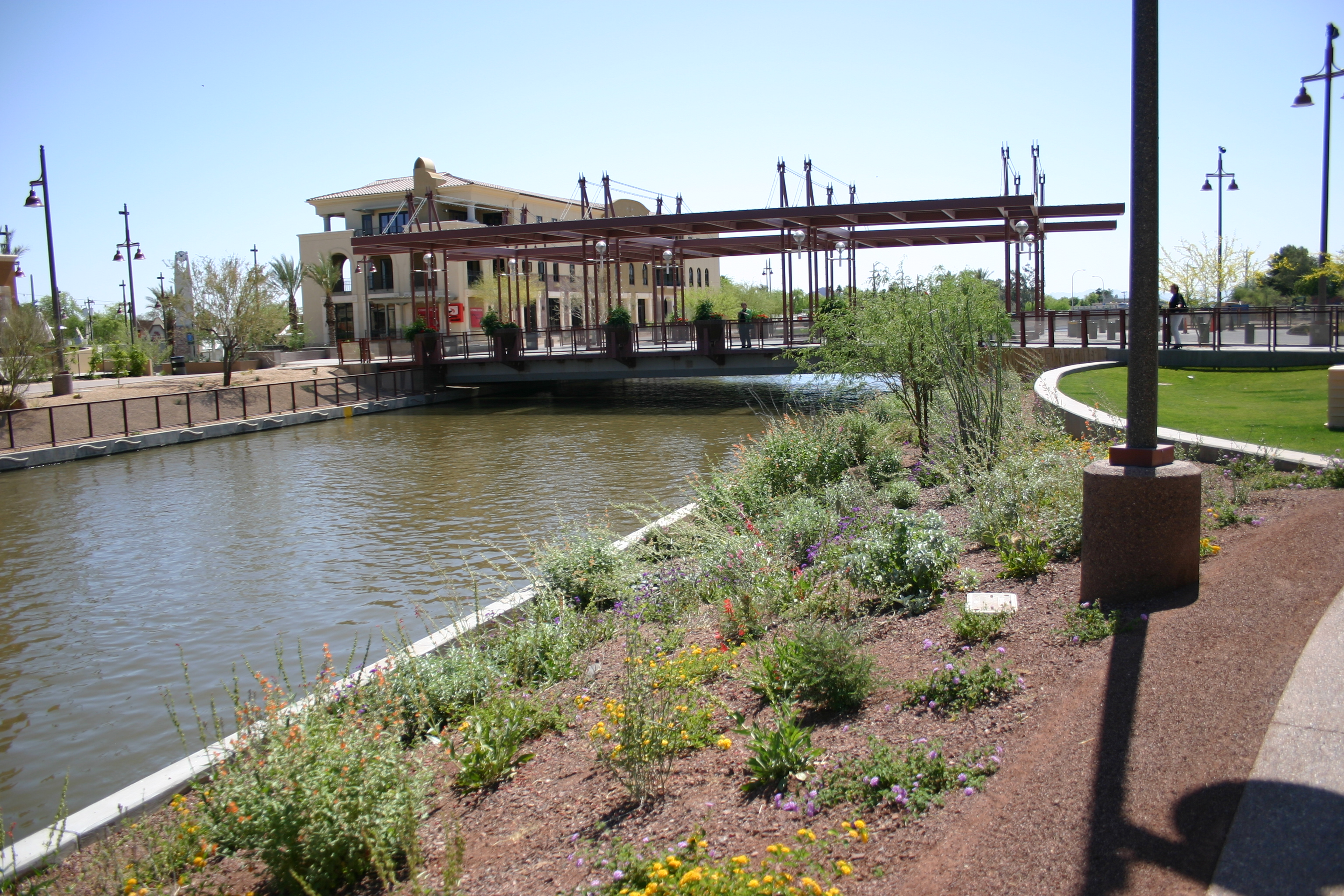
Foto der Marshall-Way-Brücke über den Arizona Canal in Downtown Scottsdale (Stadtzentrum)

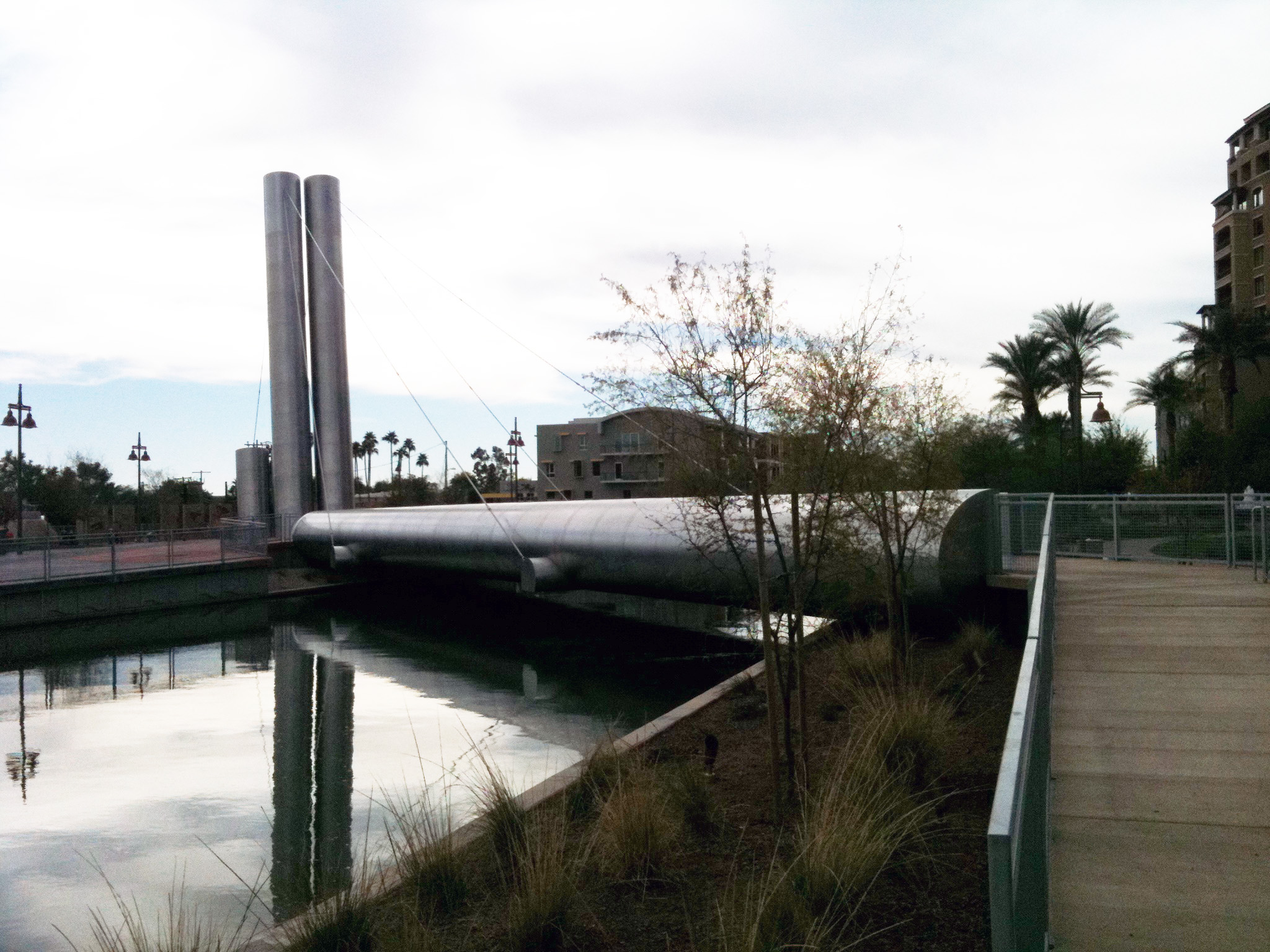
Scottsdale Road Fußgängerbrücke über den Kanal entworfen von Paolo Soleri

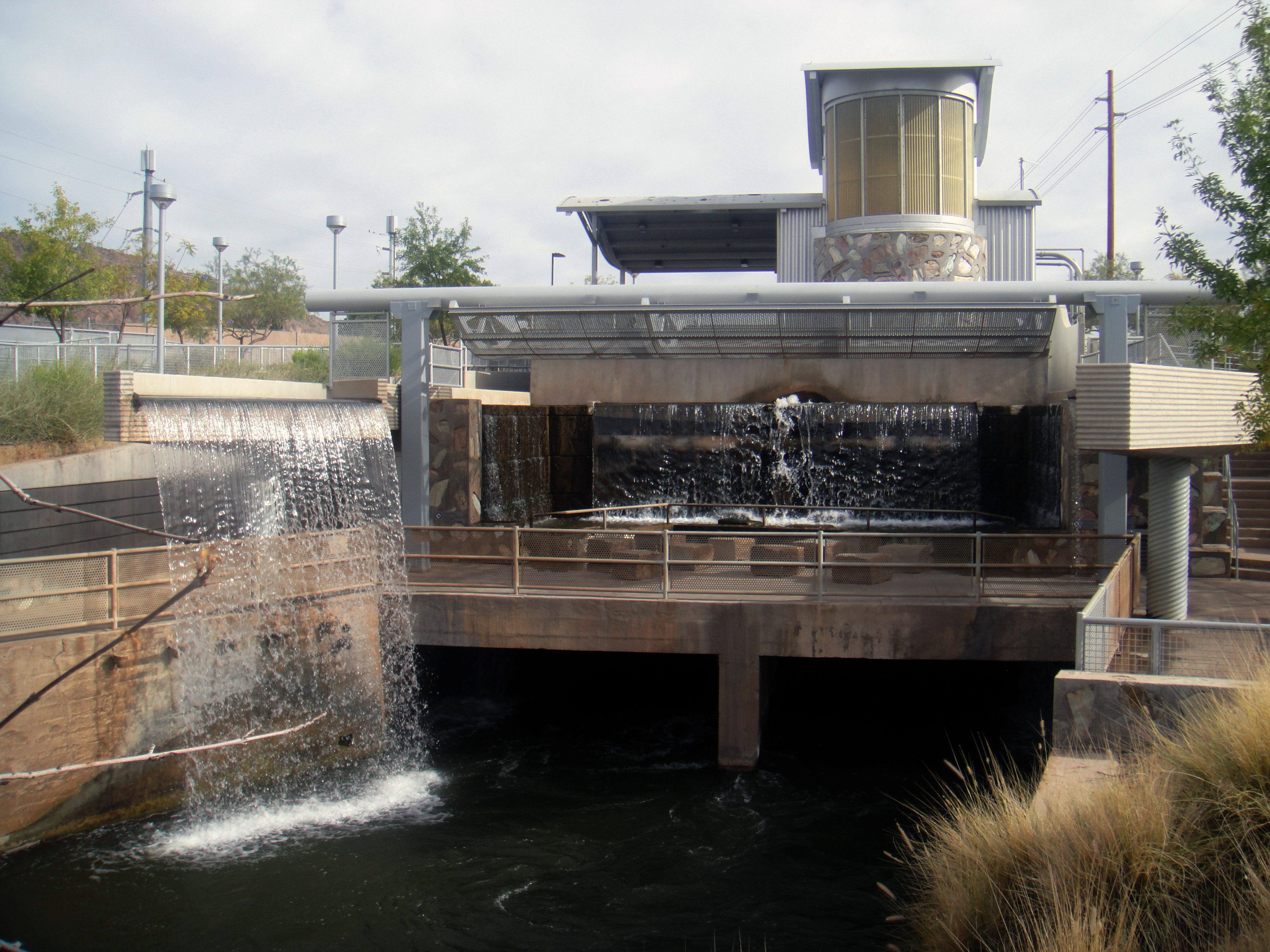
Arizona Falls (Wasserfälle), Teil des G. R. Herberger Parks in Phoenix (Arizona)

William J. Murphy wurde 1883 angeworben als Speerspitze für den Bau des Kanals, der im Mai 1885 fertiggestellt wurde.
Im Jahre 1888 erwarb ein ehemaliger Bürgerkriegskaplan namens Major Winfield Scott einige Meilen stromaufwärts (östlich) 2,6 km² Land auf der Südseite des Kanals und legte die Fundamente für das heutige Scottsdale. Murphy baute später das Ingleside Club Hotel nahe Scottsdale (das was heute Arcadia ist) und begründete damit die lebenswichtige Tourismuswirtschaft. Verschiedene Resorts – The Phoenician, Biltmore, Royal Palms, ein Pointe Hilton und ein Ritz-Carlton – wurden alle in nächster Nähe zum Kanal gebaut zwischen 1929 und 1988. Des Weiteren wurden fünf Shopping-Malls unterschiedlichster Größe und Reichhaltigkeit gebaut: Borgata, Scottsdale Fashion Square, Biltmore Fashion Park, Metrocenter Mall und Arrowhead Towne Center, alle entlang des Kanalverlaufs. Der Kanal wurde am westlichen Ende 1894 um fünf Meilen verlängert, so dass er jetzt 76 km (47 Meilen) lang ist.
Eine wiederhergestellte hydroelektrische Anlage (750 Kilowatt Leistung) und Kunstdarstellung wurde im Juni 2003 in Arcadia eingeweiht, bei einem natürlichen Abhang von 6,2 m Höhe, den man Arizona Falls nennt.
Das 2003 beginnende Waterfront Project von Scottsdale zielte darauf ab, das Gebiet entlang des Arizon Canal just westlich der Scottsdale Road wiederzubeleben. Die Stadtverwaltung (City of Scottsdale) und das Public Art board (Ausschuss für Öffentliche Kunst) von Scottsdale engagierten den Architekten Paolo Soleri, der eine Brücke über den Arizona Canal in Downtown Scottsdale entwarf. Diese Hängebrücke ist über zwei stahlgepanzerte 64-Fuß-Pylone abgespannt, die einen Lichtstrahl auf den Spazierweg werfen, um Sonnenereignisse hervorzuheben. Die Brücke leitet Fußgänger, Fahrradfahrer und Reiter von Norden und Süden entlang des Arizona Canal Systems.